# 捜査圏外の条件
『捜査圏外の条件』（そうさけんがいのじょうけん）は、松本清張の短編小説。『別册文藝春秋』1957年8月号に掲載され、1957年12月に短編集『詐者の舟板』収録の1作として、筑摩書房から刊行された。
これまで3度テレビドラマ化されている。

## あらすじ
銀行員の黒井忠男は、朗らかな妹の光子と2人で暮らしていた。6月の末、光子は墓参りのため田舎に行くと言い、そのまま失踪した。捜索願を出してから十日後、北陸の温泉旅館で、光子らしき人物が急死していると連絡が入る。黒井は遺体が紛れもなく光子であることを確認したが、光子は男と二人連れであり、男は光子が急死するやいなやその場を遁走したという。宿帳の筆跡と旅館で聞いた人相から、男が同じ銀行の笠岡勇市であると確信した黒井は、笠岡を呼び出す。笠岡は事実を認めたが、「どんなに殴られてもいい。その代り、このことを公表しないでくれ。公表されたら僕は破滅だ」と黒井に懇願する。笠岡の徹底した自己保身ぶりに黒井は憎悪、殺意を抱くに至った。しかし、自分が捕らえられたら何にもならない。自分を容疑の外に、捜査の圏外に置くため、黒井は遠大な計画を実行し始める。

## エピソード
本作について著者は「警察のいわゆる捜査聞き込みが、ある範囲に限定されているきらいがあるので、そのことを盲点のように思っていた」と述べている。

## テレビドラマ

### 1959年版
1959年10月3日、フジテレビ系列の「スリラー劇場」枠（22:00-22:30）にて放映。
キャスト
- 島村昌子
- 梶川武利

スタッフ
- 制作：フジテレビ

### 1962年版
ドラマタイトル「不在証明」。1962年5月24日と5月25日、NHKの「松本清張シリーズ・黒の組曲」（22:15-22:45）の1作として2回にわたり放映。
キャスト
- 戸浦六宏
- 田中明夫
- 河内桃子
- 矢田稔
- 熊倉一雄

スタッフ
- 制作：NHK

### 1989年版
1989年7月4日、日本テレビ系列の「火曜サスペンス劇場」枠（21:03-22:52）にて放映、フィルム作品。タイトルは「松本清張スペシャル・捜査圏外の条件」、サブタイトルは「不倫に殉じた妹よ!復讐の完全犯罪を謀る男が宇部の女に愛された時」。なお、原作でモチーフとして使われた「上海帰りのリル」は、本ドラマでは「神田川」に変更されている。視聴率19.4％（ビデオリサーチ調べ、関東地区）。
キャスト
- 黒井忠男：古谷一行
- 八代正子：伊藤蘭
- 笠岡勇市：前田吟
- 黒井光子：甲斐智枝美
- 重光葵：若菜孝史
- 岡村達也
- 吹田明日香
- 谷川刑事：嵯峨周平
- 鈴木とし子：西川さくら
- 神山みね子：川島美津子
- 美術印刷屋：二瓶鮫一
- 研究員：川島一平
- 研究員：羽生昭彦
- 刑事：今西正男
- 管理人：園田健二
- 小森英明
- 城戸卓
- 加島潤
- 志馬琢哉
- 仲地宗次
- 安永憲司
- 村上記代

スタッフ
- 企画：小坂敬
- プロデューサー：嶋村正敏（NTV）、板橋貞夫（松竹）、林悦子（『霧』企画）
- 脚本：宮川一郎
- 音楽：丸谷晴彦
- 撮影：加藤正幸
- 美術：西村伸明
- 照明：高橋哲
- 録音：川田保
- 編集：河原弘志
- 記録：宮下こずゑ
- 装置：美建興業
- 装飾：西村事務所
- 衣裳：鈴木康之（松竹衣裳）
- 効果：佐々木英世
- 整音：山本逸美
- 広報担当：難波佐保子
- 助監督：中山博行
- 制作主任：南條記良
- 制作協力：エイコーテクニカ（現・映広）
- 協力：かとう企画
- 現像・テレシネ：IMAGICA
- 衣裳協力：ジャン・メール
- 美術協力：JIS 日本情報システム株式会社
- 音楽協力：日本テレビ音楽
- 監督：田中登
- 制作：松竹、『霧』企画

## 関連事項
- 上海帰りのリル…1951年に発売された津村謙のヒット曲。作詞は東条寿三郎、作曲は渡久地政信。原作内でモチーフとして使用されている。

| 日本テレビ系列 火曜サスペンス劇場 | 日本テレビ系列 火曜サスペンス劇場              | 日本テレビ系列 火曜サスペンス劇場                        |
| 前番組                            | 番組名                                         | 次番組                                                   |
| --------------------------------- | ---------------------------------------------- | -------------------------------------------------------- |
| 六月の花嫁4 （1989.6.27）         | 松本清張スペシャル 捜査圏外の条件 （1989.7.4） | 浅見光彦ミステリー6 唐津佐用姫伝説殺人事件 （1989.7.11） |